# Saint-Avit (Tarn)
Saint-Avit – miejscowość i gmina we Francji, w regionie Oksytania, w departamencie Tarn. Nazwa miejscowości pochodzi od imienia św. Awita.
Według danych na rok 1990 gminę zamieszkiwało 135 osób, a gęstość zaludnienia wynosiła 28 osób/km² (wśród 3020 gmin regionu Midi-Pireneje Saint-Avit plasuje się na 928. miejscu pod względem liczby ludności, natomiast pod względem powierzchni na miejscu 1501.).